# Antonio Hurtado
Antonio Miguel Hurtado Gutierrez (* 13. Oktober 1959 in Puertollano, Spanien) ist ein spanischer Energietechniker, der in Deutschland lebt und arbeitet. Seit 2007 hat er die Professur für Wasserstoff- und Kernenergietechnik an der Technischen Universität Dresden inne.

## Leben
Antonio Hurtado verbrachte seine Kindheit in Spanien und kam im frühen Jugendalter nach Deutschland, wo seine Eltern als Gastarbeiter lebten. Er wuchs in Duisburg auf, beendete die Schule mit dem mittleren Schulabschluss und absolvierte von 1975 bis 1978 eine Lehre zum Technischen Zeichner. Hurtado erwarb an der Abendschule das Fachabitur und studierte bis 1986 an der Gerhard-Mercator-Universität Duisburg Maschinenbau. Anschließend war er zwei Jahre als Entwicklungsingenieur bei Mannesmann/Demag tätig und war ab 1988 an der Professur Reaktorsicherheit und -technik der Rheinisch-Westfälischen Technischen Hochschule Aachen tätig. Er promovierte 1990 an der RWTH Aachen zum Thema Untersuchungen zum massiven Lufteinbruch in Hochtemperaturreaktoren und beendete hier 1996 auch seine Habilitation mit dem Titel Untersuchungen zu innovativen Konzepten in der Kerntechnik. Anschließend ging Hurtado in die Wirtschaft: Er war unter anderem als Geschäftsführer der Berliner Stadtreinigungsbetriebe tätig; von 2005 bis 2007 wirkte er als Geschäftsführer von Alliander in Deutschland.
Seit 2007 ist Hurtado Professor für Wasserstoff- und Kernenergietechnik an der Technischen Universität Dresden und leitet seit 2009 das Institut für Energietechnik der TUD. Von April 2017 bis August 2020 gehörte er als Prorektor für Universitätsentwicklung dem Rektorat der TUD an.
Hurtado wurde 2003 ehrenamtlich Aufsichtsratsmitglied beim 1. FC Union Berlin und im April 2004 Aufsichtsratsvorsitzender. In seine Zeit bei Union Berlin fällt die finanzielle Sanierung des Vereins, die Sanierung des Stadions An der Alten Försterei und der Aufstieg des Vereins aus der Oberliga über die Regionalliga in die Zweite Bundesliga. Hurtado habe „in einer existenziellen Krise Verantwortung für den 1. FC Union Berlin übernommen. Als Aufsichtsratsvorsitzender hat er die positive Entwicklung des Vereins mit eingeleitet und gestaltet“, so Union-Präsident Dirk Zingler 2012. Im März 2012 legte er sein Amt nieder; im Februar 2013 zeichnete ihn der Verein mit der Ehrennadel in Gold aus.
Hurtado ist verheiratet und hat drei Söhne; er lebt in Dresden und Berlin.

## Publikationen (Auswahl)
- Antonio Hurtado: Untersuchungen zum massiven Lufteinbruch in Hochtemperaturreaktoren. Dissertation an der RWTH Aachen, 1990.
- Antonio Hurtado: Untersuchungen zu innovativen Konzepten in der Kerntechnik – Beiträge zur zukünftigen Energieversorgung. Habilitation an der RWTH Aachen, 1996.
- Bernd Stöcker, Antonio Hurtado, Stephan Struth: Component exposure in hypothetical accidents with very fast depressurization in a HTR module reaktor. In: Nuclear Engineering and Design, Nr. 190, 1999.
- Antonio Hurtado (Hrsg.) et al.: Kraftwerkstechnik. Beiträge des Kraftwerkstechnischen Kolloquiums. seit 2009.
- Jochem Unger, Antonio Hurtado: Alternativ Energietechnik. 4. überarbeitete Auflage. Vieweg+Teubner, Wiesbaden 2011.
- Jochem Unger, Antonio Hurtado: Energie, Ökologie und Unvernunft. Springer-Spektrum, Wiesbaden 2013.
- Marion Herrmann, Wolfgang Lippmann, Antonio Hurtado: YO–AlO–SiO-based glass-ceramic fillers for the laser-supported joining of SiC. In: Journal of the European Ceramic Society, Band 34, Nr. 8, 2014, S. 1935–1948.
- Markus Esch, Dietrich Knoche, Antonio Hurtado: Numerical discretization analysis of a HTR steam generator model for the thermal-hydraulics code trace. In: Nuclear Technology and Radiation Protection, Nr. 29, 2014, S. 31–38.
- Floriana-Dana Börner, Wolfgang Lippmann, Antonio Hurtado: Laserfügen dichter Keramik/Glas-Verbunde für den Einsatz in keramischen Wärmerohren. In: Chemie Ingenieur Technik, Nr. 86, 2014, S. 1769–1778.